# Cylindromyia nigrina
Cylindromyia nigrina är en tvåvingeart som först beskrevs av Wulp 1883.  Cylindromyia nigrina ingår i släktet Cylindromyia och familjen parasitflugor. Inga underarter finns listade i Catalogue of Life.